# J'accuse (filme)
J'accuse (bra: O Oficial e o Espião; prt: J’Accuse - O Oficial e o Espião) é um filme de drama histórico franco-italiano, co-escrito e dirigido por Roman Polanski, lançado em 2019. É uma adaptação do romance D. de Robert Harris, relacionado ao caso Dreyfus. Seu título é uma referência a “J'accuse…!», artigo publicado em 1898 por Émile Zola em L'Aurore para defender o capitão Dreyfus.
Por causa das acusações que também são apresentadas contra seu diretor e dos temas que ele apresenta - inocência desdenhada, o bode expiatório judeu, a condenação por falsas evidências -, essa nova parte do trabalho de Polanski é particularmente controversa. Ele levanta preocupações em alguns festivais, incluindo o Festival de Veneza de 2019, onde recebe o prêmio do grande júri e o prêmio FIPRESCI, mas também em seu lançamento na França, onde gera debates e reações políticas em escala global. nacional.
O filme ganhou doze indicações na 45ª cerimônia do César, onde foi premiado três vezes: Cesar como melhor figurino, César como melhor adaptação e César como melhor diretor.[carece de fontes?]
Em outubro de 2021, a California Filmes iniciou a pré-venda no Brasil da edição limitada e definitiva do filme em Blu-ray em parceria com a Versátil Home Vídeo, que será lançado exclusivamente na loja virtual Versátil HV.

## Sinopse

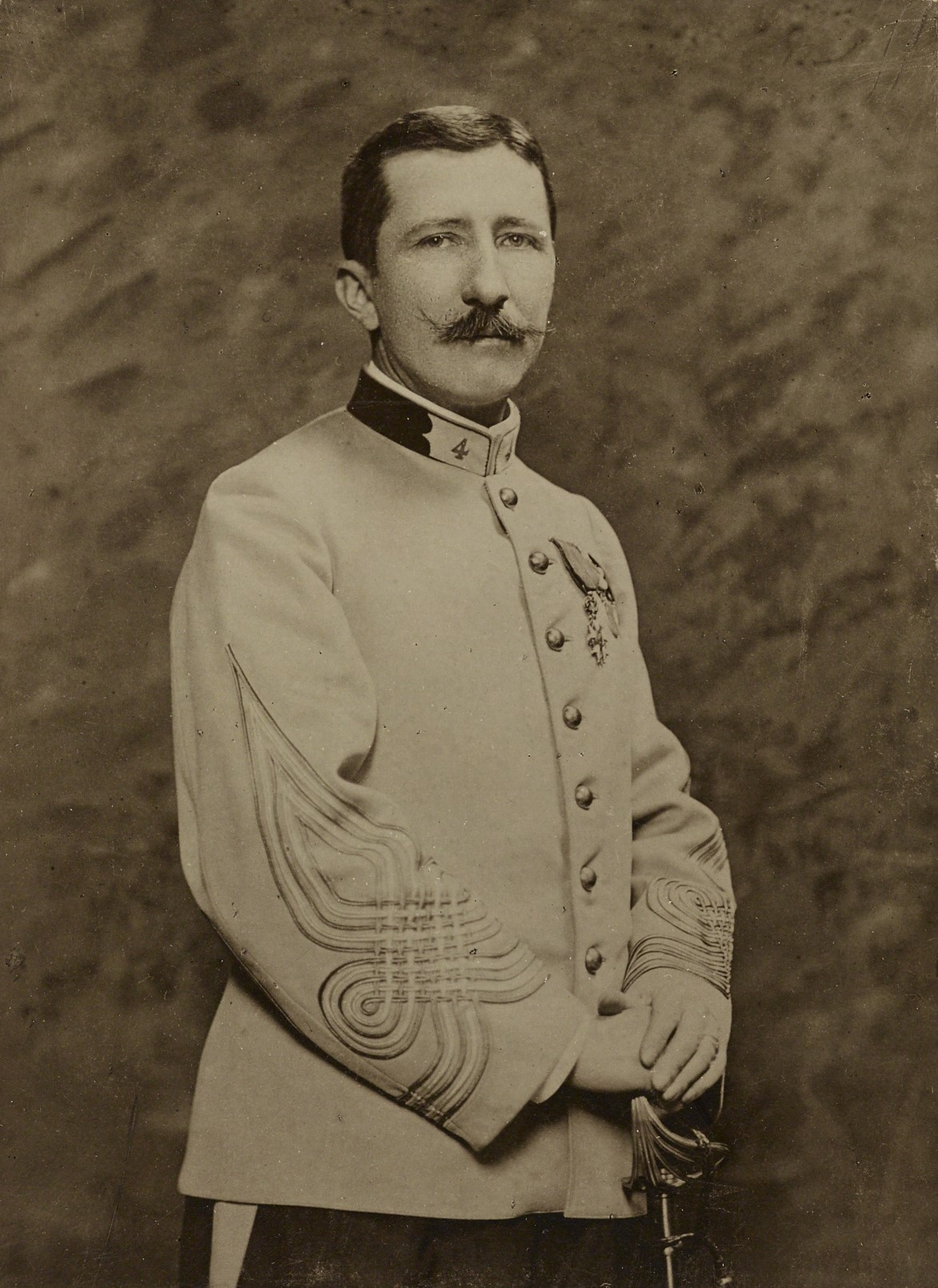
Georges Picquart, aqui na época do caso Dreyfus e dos julgamentos de Zola, é interpretado por Jean Dujardin

Em 1894, o capitão Alfred Dreyfus, um oficial francês da fé judaica, é condenado à deportação perpétua por haver fornecido documentos secretos à Alemanha. Mais tarde, o comandante Georges Picquart, promovido a tenente-coronel e chefe do Segundo Bureau, descobre que o comandante Ferdinand Walsin Esterhazy é o verdadeiro espião da Alemanha, que seu próprio assistente, Hubert Henry, sabe que o verdadeiro traidor não é Dreyfus, mas Esterhazy, apelidado de Dubois. Por dever e por senso de honra, Picquart se recusa a obedecer a seus superiores que o ordenam a encobrir o caso. Ele é ameaçado e preso, mas persiste até que a verdade seja revelada e Dreyfus libertado e reabilitado. Por doze anos, esse "caso" dividiu a França da Terceira República e causou escândalos em todo o mundo.[carece de fontes?]